# Łącza (wieś)
Łącza (niem. Latscha, 1936–1945 Föhrengrund) – wieś w południowej Polsce, położona w województwie śląskim, w powiecie gliwickim, w gminie Rudziniec.
W latach 1975–1998 miejscowość administracyjnie należała do województwa katowickiego.

## Nazwa
Według niemieckiego językoznawcy Heinricha Adamy’ego nazwa miejscowości pochodzi od polskiej nazwy las. W swoim dziele o nazwach miejscowych na Śląsku wydanym w 1888 roku we Wrocławiu wymienia jako najstarszą zanotowaną nazwę miejscowości Lase podając jej znaczenie "Walddorf" czyli po polsku "Leśna wieś". Poza tym wymieniana była jako Laczo (1679) oraz Lacza (1687). Niemcy zgermanizowali nazwę na Latscha w wyniku czego utraciła ona swoje pierwotne znaczenie. Polska administracja spolonizowała wcześniejszą zgermanizowaną nazwę w wyniku czego nie wiąże się ona obecnie z pierwszym znaczeniem. W 1936 roku Niemcy zmienili nazwę wsi na Föhrengrund.

## Historia
Wieś założona na prawie niemieckim w 1376 roku. Podania głoszą, jakoby pierwotnie leżała ona w południowo-zachodniej części lasów wokół obecnej wsi w miejscu zwanym potem "łyżkownią" od istniejącej tu w XIX wieku fabryki łyżek.  W 1538 roku właścicielem Łączy był Nicolaus Koczenski z Rudna, następnie Michael Nawoj, od 1578 roku właścicielką połowy wsi była Anna Ozarowski, od 1598 roku Caspar Ozarowski, zaś po nim w XVII wieku protestancka rodzina Trachów z Brzezia jako część majątku Sośnicowic i odtąd ma tych samych właścicieli co Sośnicowice. Według spisu dokonanego przez rachowickiego proboszcza Thomasa Thadeusa Schemda w 1719 roku w Łączy mieszkało 70 dorosłych i 27 dzieci. W drugiej połowie XVIII wieku zarządcą wsi (niem. Schaffer) był Fridrich Wiltz, którego dziewiątka dzieci urodziła się w Łączy (m.in. Maria - żona Simona Bytomski z Bojszowa ur. 1772, Catharina - żona Paula Wolny z Łączy ur. 1779 i Sophia - żona Thomasa Sosna z Bojszowa, ur. 1782). W 1798 roku, według spisu sporządzonego przez komisję rolniczą, we wsi był młynarz, kowal, karczmarz,14 zagrodników (w tym siedmiu większych) i 15 rolników. Z tego dokumentu wynika również, że zarządcą miejscowości został Adam Kreutzareg w miejsce zmarłego bez syna Wiltza. W Łączy istniał także spory majątek ziemski, którego właścicielem był książę raciborski. W majątku były 62 osoby. W miejscowości powstała katolicka szkoła. Pod koniec XIX wieku wielu mieszkańców zatrudniło się w okolicznym przemyśle. Łącza była w tym wieku nawiedzana przez liczne epidemie np. w 1879 roku epidemia tyfusu wymagała zorganizowania specjalnego lazaretu dla tych chorych. Na ożywienie życia gospodarczego, politycznego i kulturalnego wsi po I wojnie światowej wpłynęło kilka czynników. W 1919 roku rozpoczęto starania o elektryfikację wsi liczącej wówczas 504 mieszkańców oraz 71 w majątku. Prace przy elektryfikacji zostały ostatecznie zakończone dopiero w 1939 roku. Zarządcą majątku oraz leśniczym był w tym czasie Oscar Fuchs. Burmistrzem po I Wojnie Światowej był gospodarz Richard Czaja, po nim Roman Oczko, zaś w latach 1930-1933 Viktor Kaluza. To właśnie Kaluza doprowadził do ożywienia kulturalnego wsi. We wrześniu 1924 roku utworzono tu Towarzystwo Śpiewacze „Frohsinn”, którego prezesem został Pawletko, zaś chórmistrzem Schimmek. Chór występował potem na licznych miejscowych oraz także na pozamiejscowych uroczystościach w salach i szczególnie na scenie leśnej. Największą sławę Łącza zdobyła dzięki istniejącej tu wspomnianej scenie leśnej, jedynej na Górnym Śląsku, zorganizowanej przez Viktora Kaluzę, która była licznie odwiedzana także przez mieszkańców okolicznych miejscowości, przez dziennikarzy oraz przedstawicieli literatury i krytyki.
We wsi istniał też Kościół NMP – kościół orientowany drewniany o konstrukcji zrębowej z nieociosanych okrąglaków. Do 1698 roku pw. św. Marcina, następnie pw. św. Jana Chrzciciela, a od roku 1929 pw. Narodzenia NMP i św. Marcina. Wzmiankowany jest  już w 1376 roku, a jako parafialny figuruje w wykazie Świętopietrza archidiakona opolskiego z 1447 roku (prawdopodobnie Łącza przynależała do dekanatu Ujazdowskiego). Kościół konsekrowany w 1490 roku. Na przełomie XVI i XVII wieku zamieniony czasowo na zbór protestancki. Od początku XVIII wieku stanowił filię kościoła parafialnego w Rachowicach. 1 lipca 1959 roku dekretem Kurii Biskupiej w Opolu utworzono parafię Bojszów, gdzie Łącza stanowi jego filię. 30 stycznia 1994 roku kościół całkowicie spłonął. Posiadał cenne zabytki. Ocalała za to gotycka rzeźba Madonny z Dzieciątkiem z początku XV wieku, ponieważ oddano ją do Muzeum Diecezjalnego w Opolu.

## Klęski żywiołowe

### Pożar lasów 1992
W sierpniu 1992 doszło do katastroficznego pożaru lasów w rejonie Kuźni Raciborskiej. Pożar objął powierzchnię ponad 9 tys. ha. W akcji gaszenia wzięło udział ponad 8,5 tys. ludzi. W ogniu znalazły się trzy nadleśnictwa: Rudy Raciborskie, Rudziniec i Kędzierzyn.
W Łączy ogień podszedł pod zabudowania. Dzieci i osoby starsze ewakuowano. Spaleniu uległy młodostany, jak i zabytkowe, 200-letnie lipy w Łączy. Koło łowieckie wywiozło z okolicznych lasów cztery samochody ciężarowe martwych zwierząt leśnych.

## Turystyka
Przez wieś przebiegają szlaki turystyczne:
- - Szlak Powstańców Śląskich
- - Szlak Okrężny Wokół Gliwic